# Mauel (Windeck)
Mauel ist eine Ortschaft der Gemeinde Windeck im Rhein-Sieg-Kreis, die im Westerwald liegt.

## Lage
Mauel liegt in einer Siegschleife zwischen Rosbach im Osten und Schladern im Westen. Mit Schladern verbindet Mauel eine Fußgängerbrücke über die Sieg und eine Straßenbrücke über die Sieg kurz vor dem Wasserfall.

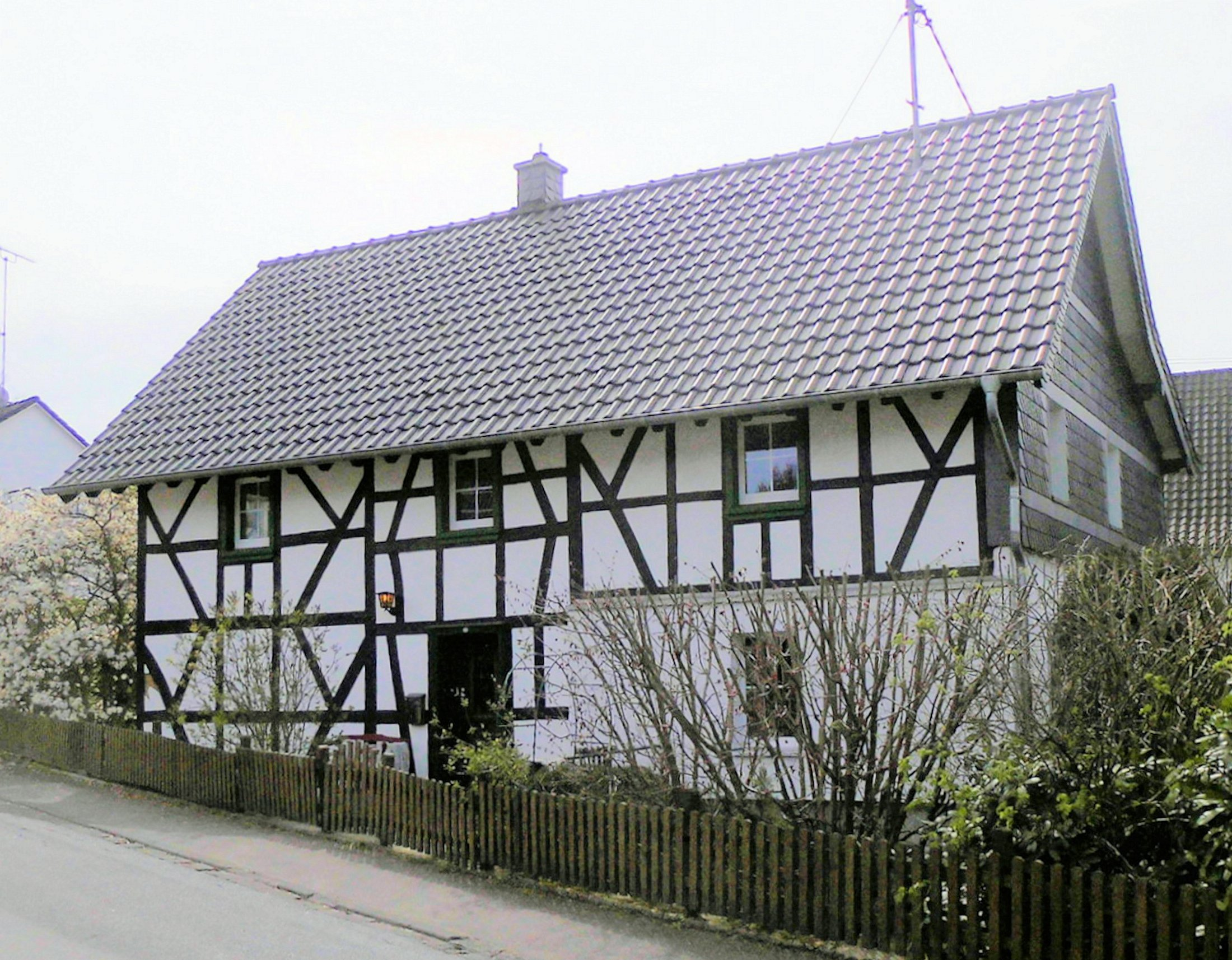
Denkmalgeschütztes Haus Preschlin-Allee 19

## Wirtschaft und Infrastruktur
In dem kleinen Ort gibt es zwei Gastronomiebetriebe, die historische Burg Mauel und den Gasthof Wilmeroth mit eigener Brauerei. In der Siegschleife im Norden des Ortes, getrennt durch die Siegtalstrecke, entstand in den 1980er Jahren ein Industriegebiet.